# Open House
Open House (en anglès, 'jornada de portes obertes', literalment 'casa oberta'), Open House Worldwide per referir-se a l'entitat matriu, és una xarxa d'entitats sense ànim de lucre creades amb el propòsit d'organitzar festivals d'arquitectura de portes obertes a diverses ciutats del món. Cadascuna d'aquestes organitzacions (actualment 50) està localitzada en una ciutat d'arreu del món, i s'encarrega d'organitzar el festival Open House a la seva ciutat de manera independent de la resta, d'empreses i d'institucions públiques. L'objectiu és de mostrar a la ciutadania el patrimoni arquitectònic de la ciutat i, en particular, d'obrir aquells edificis de valor però que normalment no estan oberts al públic de manera gratuïta.
Cada festival Open House se celebra anualment durant un cap de setmana o una setmana sencera i, a més de les visites als edificis (duites a terme per voluntaris, sovint estudiants), normalment s'acompanya d'altres activitats, com xerrades, tallers o rutes guiades, que tenen per finalitat la promoció i la divulgació de l'arquitectura i l'urbanisme. El 2019 va participar en un festival d'Open House gairebé un milió de persones amb gairebé 20.000 voluntaris.
Open House va néixer a Londres el 1992 per iniciativa de l'arquitecta Victoria Thornton, promotora de la primera edició d'Open House London, i de llavors ençà s'ha anat estenent a altres ciutats d'arreu del món. Actualment Open House és administrat per Open City, una organització benèfica del Regne Unit que té el propòsit de promoure un model d'arquitectura més oberta, accesible i igualitària.

## Ciutats
|    | Any d'establiment | Ciutat          | Estat         | Esdeveniment                     |
| 1  | 1992              | Londres         | Regne Unit    | Open House London[en]            |
| 2  | 2002              | Nova York       | Estats Units  | Open House New York[en]          |
| 3  | 2005              | Dublín          | Irlanda       | Open House Dublin                |
| 4  | 2007              | Tel-Aviv        | Israel        | Open House Tel Aviv[en]          |
| 5  | 2007              | Jerusalem       | Israel        | Open House Jerusalem             |
| 6  | 2007              | Hèlsinki        | Finlàndia     | Open House Helsinki              |
| 7  | 2008              | Melbourne       | Austràlia     | Open House Melbourne[en]         |
| 8  | 2010              | Barcelona       | Espanya       | 48h Open House Barcelona         |
| 9  | 2010              | Brisbane        | Austràlia     | Brisbane Open House[en]          |
| 10 | 2010              | Eslovènia       | Eslovènia     | Open House Slovenia              |
| 11 | 2011              | Chicago         | Estats Units  | Open House Chicago[en]           |
| 12 | 2011              | Roma            | Itàlia        | Open House Roma                  |
| 13 | 2012              | Lisbona         | Portugal      | Open House Lisboa                |
| 14 | 2012              | Perth           | Austràlia     | Open House Perth                 |
| 15 | 2012              | Tessalònica     | Grècia        | Open House Thessaloniki[gr]      |
| 16 | 2012              | Limerick        | Irlanda       | Open House Limerick              |
| 17 | 2012              | Gdynia          | Polònia       | Open House Gdynia                |
| 18 | 2012              | Buenos Aires    | Argentina     | Open House Buenos Aires[commons] |
| 19 | 2012              | Viena           | Àustria       | Open House Wien                  |
| 20 | 2014              | Oslo            | Noruega       | Open House Oslo                  |
| 21 | 2014              | Atenes          | Grècia        | Open House Athens[gr]            |
| 22 | 2014              | Monterrey       | Mèxic         | Open House Monterrey             |
| 23 | 2014              | Cork            | Irlanda       | Open House Cork                  |
| 24 | 2014              | Vílnius         | Lituània      | Open House Vilnius               |
| 25 | 2014              | Praga           | Txèquia       | Open House Praha[commons]        |
| 26 | 2014              | Madrid          | Espanya       | Open House Madrid                |
| 27 | 2014              | Seül            | Corea del Sud | Open House Seoul                 |
| 28 | 2015              | Porto           | Portugal      | Open House Porto                 |
| 29 | 2016              | Lagos           | Nigèria       | Open House Lagos                 |
| 30 | 2016              | Milà            | Itàlia        | Open House Milano                |
| 31 | 2016              | Zúric           | Suïssa        | Open House Zürich                |
| 32 | 2016              | Estocolm        | Suècia        | Open House Stockholm[commons]    |
| 33 | 2017              | Santiago        | Xile          | Open House Santiago              |
| 34 | 2017              | San Diego       | Estats Units  | Open House San Diego             |
| 35 | 2017              | Torí            | Itàlia        | Open House Torino                |
| 36 | 2017              | Bilbao          | Espanya       | Open House Bilbao                |
| 37 | 2017              | Danzig          | Polònia       | Open House Gdansk                |
| 38 | 2017              | Atlanta         | Estats Units  | Open House Atlanta               |
| 39 | 2018              | Ciutat de Mèxic | Mèxic         | Open House CDMX                  |
| 40 | 2018              | Basilea         | Suïssa        | Open House Basel                 |
| 41 | 2018              | Rosario         | Argentina     | Open House Rosario[commons]      |
| 42 | 2018              | Macau           | Xina          | Open House Macau                 |
| 43 | 2018              | Brünn           | Txèquia       | Open House Brno[en]              |
| 44 | 2019              | Tallinn         | Estònia       | Open House Tallinn               |
| 45 | 2019              | València        | Espanya       | Open House València              |
| 46 | 2019              | Nàpols          | Itàlia        | Open House Napoli                |
| 47 | 2019              | Osaka           | Japó          | Open House Osaka                 |
| 48 | 2020              | Taipei          | Taiwan        | Open House Taipei                |
| 49 | 2021              | Palma           | Mallorca      | Open House Palma                 |
| 50 | 2021              | Essen           | Alemanya      | Open House Essen                 |
| 51 | 2022              | Colombo         | Sri Lanka     | Open House Colombo               |
| 52 | 2022              | Bergen          | Noruega       | Open House Bergen                |
| 53 | 2022              | Hsinchu         | Taiwan        | Open House Hsinchu               |
| 54 | 2022              | Màlaga          | Espanya       | Open House Málaga                |
| 55 | 2022              | Maputo          | Moçambic      | Open House Moçambic              |
| 56 | 2022              | Sevilla         | Espanya       | Open House Sevilla               |
| 57 | 2023              | Copenhaguen     | Dinamarca     | Open House Copenhagen            |
| 58 | 2023              | Berna           | Suïssa        | Open House Bern                  |